# Black Rider
A Black Rider egy fülöp-szigeteki televíziós sorozat, amit a GMA Network készített 2023-ban. Főszereplői: Ruru Madrid.

## Szereplők

### Főszereplők
| Színész(nő) | Szerepnév                       |
| ----------- | ------------------------------- |
| Ruru Madrid | Elias P. Guerrero / Black Rider |

### Mellékszereplők
| Színész(nő)         | Szerepnév                                                  |
| ------------------- | ---------------------------------------------------------- |
| Yassi Pressman      | Vanessa "Bane" Bartolome                                   |
| Matteo Guidicelli   | Rafael "Paeng" Policarpio                                  |
| Katrina Halili      | Rona Marie Ana "Romana" Nadela-Tolentino                   |
| Jon Lucas           | Calvin Magallanes / Abel Rodriguez / Abner Dalagan / Dindo |
| Arra San Agustin    | Joan Uy                                                    |
| Zoren Legaspi       | Alfonso Buenaventura                                       |
| Gladys Reyes        | Sasha Buenaventura                                         |
| Raymart Santiago    | Gregorio Ricarte                                           |
| Gary Estrada        | Wilfredo "Fredo" Policarpio                                |
| Monsour del Rosario | Nolan Garcia Alvarez                                       |
| Roi Vinzon          | William Romero                                             |
| Raymond Bagatsing   | Edgardo Magallanes / Carlos Legaspi                        |
| Isko Moreno         | Santiago "Tiagong" Dulas                                   |
| Rio Locsin          | Alma Guerrero                                              |
| Maureen Larrazabal  | Babylyn C. Reyes                                           |
| Almira Muhlach      | Rebecca Chen                                               |
| Empoy Marquez       | Oscar "Oka" Santos                                         |
| Jayson Gainza       | Ernesto "Estong" P. Gomez                                  |
| Janus del Prado     | Miguelito Sanchez                                          |
| Rainier Castillo    | Kim Arthur                                                 |
| Shanti Dope         | Buboy Castillo                                             |
| Prince Clemente     | Jonathan "Onat" Perez                                      |
| Luis Hontiveros     | Philip Romero                                              |
| Joaquin Manansala   | Ivan Castro                                                |
| Dustin Yu           | Timothy Geronimo                                           |
| Saviour Ramos       | Pablo Armas                                                |
| Vance Larena        | Uno Martinez                                               |
| Kim Perez           | Mattias Blanco                                             |
| Aleck Bovick        | Lorna Santos-Dimaculangan                                  |
| Bodjie Pascua       | Luisito "Lolo Sito" Nakpil                                 |
| Marco Masa          | Benjamin "Benjie" Nakpil                                   |
| Ashley Sarmiento    | Nerissa "Neneng" Bartolome                                 |
| Archie Adamos       | Hugo                                                       |
| Mariel Pamintuan    | Angelica "Angie" Reyes                                     |
| Euleen Castro       | szemlélő                                                   |
| Kween Yasmin        | szemlélő                                                   |
| Simon Ibarra        | Hernando "Hernan" Bartolome                                |
| Janiel Bucud        | Bunjoy Tolentino                                           |
| Migs Villasis       | Julio                                                      |
| Kiel Rodriguez      | Rommel "Mel"                                               |
| Pipay Kipay         | Apol Pie                                                   |
| Turing              | Cherry Pie                                                 |
| Salome Salvi        | Annabel                                                    |
| Dagul               | Tuklaw                                                     |
| Long Mejia as Benok |                                                            |
| Herlene Budol       | Pretty                                                     |
| Jkhriez Pastrana    | Inday                                                      |
| Joaquin Domagoso    | Lando                                                      |

## Évados áttekintés
| Évad | Évad | Epizód | Eredeti sugárzás | Eredeti sugárzás | Eredeti adó | Magyar sugárzás | Magyar sugárzás | Magyar adó |
| Évad | Évad | Epizód | Évadpremier      | Évadfinálé       | Eredeti adó | Évadpremier     | Évadfinálé      | Magyar adó |
| ---- | ---- | ------ | ---------------- | ---------------- | ----------- | --------------- | --------------- | ---------- |
|      | 1    | 188    | 2023. november 6 | 2024. július 26  |             |                 |                 |            |